# سید باقر حسینی
سیدباقر حسینی، نمایندهٔ دورهٔ نهم مجلس شورای اسلامی و دبیر دوم کمیسیون امنیت ملی و سیاست خارجی مجلس شورای اسلامی از حوزهٔ انتخابیهٔ سیستان، زابل، زهک، نیمروز، هامون و هیرمند در استان سیستان و بلوچستان است.